# Porites decasepta
Porites decasepta is een rifkoralensoort uit de familie van de Poritidae. De wetenschappelijke naam van de soort is voor het eerst geldig gepubliceerd in 2007 door Claereboudt.